# СУ-76
СУ-76 је било совјетско самоходно артиљеријско оруђе и ловац тенкова на продуженој и проширеној шасији тенка Т-70. Једноставна производња и велика поузданост су учиниле да СУ-76 буде други најпроизвођенији совјетско оклопно борбено возило после Т-34. 

### Карактеристике
Возило је било наоружано ЗиС-3 топом калибра 76.2мм. Погонско одељење које се састојало од два ГАЗ.ова мотора са по 85 коњских снага је било постављено у предњем делу возила а борбени одељак је био отворен са задње стране и налазио се у задњем делу возила.

### СУ-76М
Од 1. октобра 1943. усвојен је нови план, који је уклонио кров и задњи зид борбеног одељења ради уштеде на маси. Ово возило добило је ознаку СУ-15М и то је најбројнија варијанта СУ-76.

### У борби
Због своје мале масе возило је коришћено у борбама у Припјатским мочварама где друга оклопна возила нису могла да прођу. У борби СУ-76 је могао да са бока уништи чаки и добро оклопљене тенкове типа Пантер али против тешких тенкова типа Тигар није имао шансе. У дуелима са Тигровима посаде совјетских возила су обично покушавале да онеспособе непријатељске тенкове гађајући њихове гусенице и цеви топова. Пошто је ЗиС топ првобитно био намењен за употребу против пешадије СУ-76 је био у могућности да делује и као лака артиљерија. После Другог светског рата Совјети га повлаче из службе.